# 795 Fini

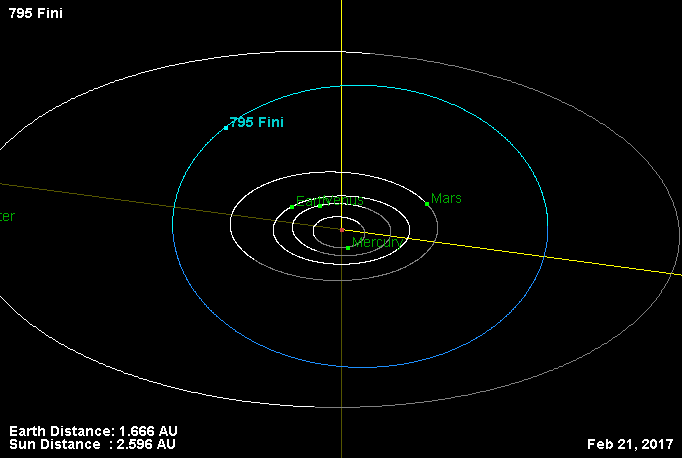
Órbita de 795 Fini.

Fini (asteroide 795) é um asteroide da cintura principal com um diâmetro de 74,66 quilómetros, a 2,4797913 UA. Possui uma excentricidade de 0,0988115 e um período orbital de 1 667,21 dias (4,57 anos).
Fini tem uma velocidade orbital média de 17,95531382 km/s e uma inclinação de 19,02943º.
Este asteroide foi descoberto em 26 de Setembro de 1914 por Johann Palisa.